# G331国道
G331国道（G331こくどう/国道331線、G331線）は、中華人民共和国が計画・建設中の東北・西北国境の国道であり、遼寧省丹東市の総合バスターミナルを起点とし、新疆ウイグル自治区アルタイ地区カバ県のアヘトベク口岸（カザフスタン国境）を終点とし、途中で丹東、通化、白山、延辺、牡丹江、鶏西、双鴨山、佳木斯、鶴崗、伊春、黒河、大興安嶺、フルンボイル、シリンゴル、ウランチャブ、包頭、バヤヌール、アラシャー、ハミ、昌吉、アルタイを経由する。
全通すると、約9,200キロメートルになる。遼寧省丹東市寛甸満族自治県虎山鎮虎山頭村二組でG228国道の起点と交差し、新疆ウイグル自治区アルタイ県カバ県でG219国道の起点と交差する。

## 参照項目
- G228国道
- G219国道
- 中国の国道